# والاس إم. غريني
والاس إم. غريني (بالإنجليزية: Wallace Martin Greene)‏ هو ضابط أمريكي، ولد في 27 ديسمبر 1907 في واتربوري في الولايات المتحدة، وتوفي في 8 مارس 2003 في الإسكندرية في الولايات المتحدة.

## روابط خارجية
- والاس إم. غريني على موقع مونزينجر (الألمانية)